# Adil Barbari
Adil Barbari (27 de mayo de 1993) es un ciclista argelino. Debutó como profesional con el equipo Vélo Club Sovac en 2012.

## Palmarés
2012
- 2 etapas del Tour de Faso

2013
- 2 etapas del Tour de Faso
- Campeonato de Argelia Contrarreloj

2014
- 1 etapa del Tour de Argelia
- Gran Premio de Orán

2015
- 1 etapa del Tour de Blida
- 2.º en el Campeonato de Argelia Contrarreloj
- 3.º en los Juegos Panafricanos Contrarreloj
- 3.º en los Juegos Panafricanos en Ruta

2016
- 1 etapa del Tour de Blida
- 1 etapa del Tour de Sétif
- Critérium Internacional de Sétif
- 2 etapas del Tour de Annaba
- 2 etapas del Tour de Constantino
- 2.º en el Campeonato de Argelia Contrarreloj

## Equipos
- Al Nasr-Dubai (2016)